# Kőhalmi Zoltán
Kőhalmi Zoltán (Szentes, 1977. október 29. –) Karinthy-gyűrűs magyar humorista, építészmérnök.

## Pályafutása
Gyermekkorának meghatározó élményei szülővárosához, Szenteshez, és a Tisza túlsó partján fekvő „konkurens” településhez, Csongrádhoz kötik. A gimnáziumot Szegeden, a Ságvári Endre Gyakorló Gimnáziumban végezte. Az érettségi után felvették a BME Építészmérnöki Karára. Első évfolyamos hallgatóként, 1998-ban a Magyar Rádió Humorfesztiváljának győztese lett szerzőként. A fesztivál után a Rádiókabaréban kezdett dolgozni, később Fábry Sándor gegcsapatának tagja lett az Esti Showder című műsorban. Itt dolgozott együtt Litkai Gergellyel, aki később meghívta az induló Godot Dumaszínházba. Nehezen szánta rá magát, de végül mégis megpróbálkozott a stand-up comedy műfajával előadóként is. Sikeres debütálása óta az egyik legnépszerűbb humorista. Rendszeresen konferálja a Rádiókabaré és a Kabaréklub műsorait, állandó szereplője a Showder Klubnak, 2008 óta ő vezeti a HVG címlaptervező csapatát. Rövid kitérőt tett a film világába, a Bossa Astoria című animációs kisfilmet forgatókönyv íróként jegyzi, a Buhera mátrixban pedig szereplőként tűnt fel. A Magyar Rádió – a szatirikus és humoros műfaj kimagasló képviselőinek alapított – díját, a Karinthy-gyűrűt 2009-ben kapta meg. Nős, három gyermek édesapja.

## Munkái

### Rádió, televízió
- Esti Showder: háttér-ötletember, közreműködő
- Showder Klub: előadó, műsorvezető
- Rádiókabaré: szerző, szerkesztő, előadó, műsorvezető

### Írott sajtó
- Hócipő: szerző
- HVG: Címlap-team

### Könyvek
- A férfi, aki megølte a férfit, aki megølt egy férfit, avagy 101 hulla Dramfjordban; Jav. kiad.; Helikon, Bp., 2019[3]
- Az utolsó 450 év; Helikon, Bp., 2021

### Film
- Zsaruvér és Csigavér II.: Több tonna kámfor: szereplő (2002) ?
- Bossa Astoria: animációsfilm-forgatókönyvíró (2004)
- Buhera mátrix: szereplő (2006)
- Bakkermann: szereplő (2007)

## Díjak
- Magyar Rádió Humorfesztivál, szerző (1998)
- Karinthy-gyűrű (2009)